# Hans von Frisch
Hans Ritter von Frisch (* 14. August 1875 in Wien; † 15. März 1941 ebenda) war ein österreichischer Rechtswissenschaftler.

## Leben
Hans von Frisch war ein Enkel des 1877 geadelten Generalstabsarztes Anton Ritter von Frisch (1811–1886). Seine Eltern waren der Wiener Urologe Anton von Frisch und seine Ehefrau Marie von Frisch geb. Exner. Einer seiner Brüder war der Zoologe und Nobelpreisträger Karl von Frisch. Hans von Frisch studierte an der Universität Wien Rechtswissenschaft. Er wurde aktiv  im Corps Symposion, das ihn 1898 recipierte. Im Jahre 1900 wurde er zum Dr. iur. promoviert. Seine Laufbahn als Hochschullehrer begann er 1903 als Privatdozent für Staatsrecht und Verwaltungsrecht an der Ruprecht-Karls-Universität Heidelberg. Zwischen 1904 und 1906 lehrte er ebenfalls als Privatdozent an der Albert-Ludwigs-Universität Freiburg Öffentliches Recht. 1906 wurde er als o. Professor der Rechtswissenschaft an die Universität Basel berufen. 1909 war er Dekan der juristischen Fakultät. 1912 folgte er einem Ruf als o. Professor der Rechtswissenschaften ab die Franz-Josephs-Universität Czernowitz. Für das akademische Jahr 1913/14 wurde er zu ihrem  Rektor gewählt. 1918/19 stand er der juristischen Fakultät als Dekan vor. 1919 wurde er schließlich auf den Lehrstuhl für Staats- und Verwaltungsrecht und Öffentliches Recht an die Technische Hochschule Wien berufen, verbunden mit einer Professur an der Universität Wien für Staatsrecht. Von 1923 bis 1925 war er auch an der TH Wien Dekan. 1933 wurde er beurlaubt und 1938 nochmals reaktiviert. Zum 1. März 1933 trat er der NSDAP bei (Mitgliedsnummer 1.520.712), wurde aber zum 27. Januar 1939 wegen einer jüdischen Großmutter aus der Partei entlassen.

## Schriften
- Die Verantwortlichkeit der Monarchen und höchsten Magistrate, Berlin, 1904
- Das Fremdenrecht. Die staatsrechtliche Stellung der Fremden, Berlin, 1910
- Widersprüche in der Literatur und Praxis des Schweizerischen Staatsrechts, Zürich, 1912
- Die Aufgaben des Staates in geschichtlicher Entwickelung. In: Handbuch der Politik, Berlin und Leipzig 1914
- Die Stellung der Fremden. In: Handbuch der Politik, Berlin und Leipzig 1914
- Der Krieg im Wandel der Jahrtausende, München, 1914
- Der völkerrechtliche Begriff der Exterritorialität, Wien, 1917
- Monroedoktrin und Weltpolitik der Vereinigten Staaten von Nordamerika, Wien, 1917
- Baugesetzkunde, Wien, 1922
- Lehrbuch des österreichischen Verfassungsrechtes, Wien, 1932
- Die Gewaltherrschaft in Österreich 1933 bis 1938, Leipzig, 1938
- Politische Gestalten aus früheren Jahrhunderten, F. Speidel’sche Verlagsbuchhandlung Wien und Leipzig, 1939